# Jean Joxé
Jean Joxé (1824-1916) fonctionnaire des postes, député et maire d'Angers.

## Biographie
Jean Joxé est né à Sanry-sur-Nied en Lorraine dans le département de la Moselle le 30 avril 1824.
Il commence sa carrière dans la fonction publique comme fonctionnaire à la poste. Cet emploi le conduit dans de nombreuses villes de France. Par la suite il devient inspecteur des postes.
En 1871, son département d'origine est annexé par l'Allemagne à la suite de la guerre de 1870, il ne peut plus demander de mutation pour la Moselle. En fonction à Angers, il devient directeur départemental des postes du Maine-et-Loire. Il prend sa retraite en 1884.
En 1888, il est élu membre du conseil municipal présidé par le maire Jean Guignard et devient l'adjoint au maire.
En 1896, il devient maire d'Angers avec l'interruption du mandat de Jean Guignard qui entre-temps est devenu député. Il gardera ce premier mandat municipal jusqu'en 1900. Pendant ce mandat il engage la rénovation urbaine du quartier de la gare Saint-Laud. Il fait reconstruire les abattoirs vétustes d'Angers. En 1898, il est également élu député à l'Assemblée nationale et le restera jusqu'en 1902. En 1899, il inaugure l'usine électrique d'Angers.
En 1904, il est réélu maire d'Angers le 15 mai et le restera jusqu'au 10 mai 1908.
Il meurt le 23 décembre 1916 à Angers.

## Sources
- « Jean Joxé », dans le Dictionnaire des parlementaires français (1889-1940), sous la direction de Jean Jolly, PUF, 1960 [détail de l’édition]